# Ferdinandusa duckei
Ferdinandusa duckei är en måreväxtart som beskrevs av Julian Alfred Steyermark. Ferdinandusa duckei ingår i släktet Ferdinandusa och familjen måreväxter. Inga underarter finns listade i Catalogue of Life.